# 10 января
10 января — 10-й день года  по григорианскому календарю.
До конца года остаётся 355 дней (356 дней в високосные годы).
До 15 октября 1582 года — 10 января по юлианскому календарю, с 15 октября 1582 года — 10 января по григорианскому календарю.
В XX и XXI веках соответствует 28 декабря по юлианскому календарю.

## Праздники и памятные дни
См. также: Категория:Праздники 10 января
- ООН — День открытия первой сессии Генеральной Ассамблеи ООН (1946).
- Бенин — День Вуду.

### Религиозные
Православие
 — Память мучеников 20000, в Никомидии в церкви сожжённых, и прочих, там же вне церкви пострадавших: Гликерия пресвитера, Зинона, Феофила диакона, Дорофея, Мардония, Мигдония диакона, Индиса, Горгония, Петра, Евфимия, мцц. Агафии, Домны, Феофилы и иных (302);
 — память священномучеников Никодима (Кононова), епископа Белгородского и Аркадия Решетникова, диакона (1919);
 — память священномучеников Феоктиста Хоперскова, Леонида Викторова, Николая Родимова, пресвитеров (1937);
 — память апостола от 70 Никанора (ок. 34);
 — память преподобного Игнатия Ломского, Ярославского (1591);
 — память преподобного Корнилия Крыпецкого (1903);
 — память священномученика Александра Дагаева, пресвитера (1920);
 — память священномучеников Александра Цицеронова и Арефы Насонова, пресвитеров (1938).
 Католицизм
 — Память пророка Авдия;
 — память Вильгельма Буржского;
 — память Пьетро I Орсеоло;
 — память папы римского Агафона.

### Именины
- Православные: Агафья, Александр, Арефа, Аркадий, Вавила, Гликерий, Горгоний, Давид, Домна, Дорофей, Евфимий/Ефим, Зинон, Игнатий, Индис, Иосиф, Корнилий, Леонид, Мардоний, Мигдоний, Никанор, Никодим, Пётр, Симон, Феоктист, Феофил, Феофила, Яков.
- Католические: Авдий, Агафон, Пьетро.

## События
См. также: Категория:События 10 января

### До XX века
- 49 до н. э. — Юлий Цезарь пересёк с войском Рубикон, что означало неизбежное начало гражданской войны.
- 1430 — герцог Бургундский Филипп III Добрый учредил орден Золотого руна.
- 1475 — в битве при Васлуе господарь Молдовы Штефан Великий одержал триумфальную победу над Османским войском.
- 1514 — в Испании напечатана Комплютенская Полиглотта — первое многоязычное издание.
- 1601 — Британская Ост-Индская компания получила право монопольной торговли на полуострове Индостан, в Индокитае и на островах Юго-восточной Азии.
- 1781 — заключение первого мореходного и торгового договора между Российской империей и Францией.
- 1810 — аннулирован брак Наполеона I и Жозефины Богарне.
- 1840 — в Великобритании учреждена т. н. Единая Грошовая почта[англ.], установившая цену за отправку писем в один пенни и реформировавшая почтовую систему.
- 1861 — сецессия Флориды.
- 1863 — в Лондоне запущена первая в мире линия метрополитена (3,6 км).
- 1878 — одержана победа русских войск и болгар под Шипкой над 30-тысячной турецкой армией Весиль-паши.

### XX век
- 1916 — начало Эрзурумского сражения, в котором войска генерала Николая Юденича разгромили 3-ю турецкую армию.
- 1920 — на первом в истории заседании Лиги Наций ратифицирован Версальский договор, окончивший Первую мировую войну.
- 1943 — начало операции «Кольцо», завершающего сражения Сталинградской битвы.
- 1946 — первое заседание Генеральной Ассамблеи ООН в Лондоне (в Westminster Central Hall[англ.]), на котором представлено 51 государство.
- 1954 — катастрофа «Комет 1», первого в мире реактивного пассажирского самолёта, близ острова Эльба (разрушение в воздухе). Погибли 35 человек.
- 1962 — величайшая в истории лавин катастрофа: обвал с Невадо-Уаскаран (Перу). Объём массы снега и льда составил приблизительно 3 млн кубических метров, а к концу движения достиг 10 млн кубометров. Лавина за 7 минут стёрла с лица земли городок Ранраирка, шесть меньших поселений и частично разрушила ещё три. Точное число жертв неизвестно. По приблизительным подсчётам погибло 4 тысячи человек и 10 тысяч голов домашних животных.
- 1966 — между Индией и Пакистаном подписана Ташкентская декларация о прекращении войны.
- 1984 — катастрофа Ту-134 под Софией, 50 погибших.
- 1989 — начало вывода кубинских войск из Анголы.
- 1995 — в Колумбии потерпел катастрофу самолёт DC-9-14 компании Intercontinental de Aviacion. Погиб 51 человек, выжила 9-летняя девочка.
- 1996 — банда Салмана Радуева и Хункара Исрапилова вторглась в Дагестан и нанесла удар по вертолётной базе федеральных сил, а затем захватила больницу в Кизляре.
- 2000 — вблизи Цюриха разбился самолёт Saab 340B компании Crossair, погибли 10 человек.

### XXI век
- 2001 — первый выход в свет Wikipedia как части «Нупедии». Через 5 дней Wikipedia становится самостоятельным сайтом.
- 2010 — в Российской Федерации введён новый вид меры пресечения — «домашний арест»[5].

## Родились
См. также: Категория:Родившиеся 10 января

### До XIX века
- 1283 — Ошин (Ошин Хетумян; ум. 1320), король Киликийского армянского государства (1308—1320).
- 1480 — Маргарита Австрийская (ум. 1530), дочь императора Священной Римской империи Максимилиана I, штатгальтер Испанских Нидерландов (1507—1530).
- 1573 — Симон Мариус (ум. 1624), немецкий астроном.
- 1716 — Леже-Мари Дешан (ум. 1774), французский философ-материалист и социалист-утопист.
- 1729 — Ладзаро Спалланцани (ум. 1799), итальянский натуралист и физик, иезуит.
- 1747 — Абрахам-Луи Бреге (ум. 1823), швейцарско-французский часовщик-изобретатель и учёный-механик.
- 1769 — Мишель Ней (ум. 1815), маршал Франции времён Наполеоновских войн.
- 1772 — Александр Шерер (ум. 1824), российский химик, академик.
- 1786 — граф Александр Чернышёв (ум. 1857), генерал, деятель русской разведки и армии.
- 1797 — Аннетте фон Дросте-Хюльсхофф (ум. 1848), немецкая поэтесса и новеллистка.

### XIX век
- 1827 — Джордж Уильям Кокс (ум. 1902), английский историк, специалист по сравнительной мифологии.
- 1835 — Николай Шустов (ум. 1868), русский художник, академик живописи, участник «бунта четырнадцати».
- 1883 — Алексей Николаевич Толстой (ум. 1945), русский советский писатель.
- 1886
  - Роман фон Унгерн-Штернберг (ум. 1921), российский генерал, участник белого движения.
  - Яков Слащёв (ум. 1929), русский и советский военачальник.
- 1896 — Илья Маршак (ум. 1953), советский инженер-химик, писатель, брат Самуила Маршака.

### XX век
- 1903
  - Фламинио Бертони (ум. 1964), итальянский автомобильный дизайнер, скульптор, архитектор, создатель Citroën DS.
  - Вольдемар Вяли (ум. 1997), эстонский борец классического стиля, олимпийский чемпион (1928).
- 1904 — Рэй Болджер (ум. 1987), американский актёр и танцор.
- 1905 — Аркадий Трусов (ум. 1982), актёр театра и кино, заслуженный артист РСФСР.
- 1906 — Натан Рахлин (ум. 1979), дирижёр, педагог, народный артист СССР.
- 1910 — Кете Тухолла (урожд. Шефлер; казнена в 1943), немецкая антифашистка, участница движения Сопротивления, член подпольной организации «Красная капелла».
- 1911 — Василий Зайцев (ум. 1961), советский лётчик-истребитель, дважды Герой Советского Союза.
- 1913 — Густав Гусак (ум. 1991), чехословацкий политик и государственный деятель, президент Чехословакии (1975—1989).
- 1916 — Суне Бергстрём (ум. 2004), шведский биохимик, лауреат Нобелевской премии по физиологии или медицине (1982).
- 1917
  - Джерри Векслер (ум. 2008), американский музыкальный продюсер, руководитель фирмы грамзаписи Atlantic Records.
  - Павел Кайков (погиб в 1941), лётчик, участник советско-финской и Великой Отечественной войн, Герой Советского Союза.
- 1920 — Имре Чанади (ум. 1991), венгерский поэт, прозаик, переводчик, публицист, журналист.
- 1921 — Анатолий Конев (ум. 1965), советский баскетболист, серебряный призёр олимпийских игр.
- 1925 — Маргарита Анастасьева (ум. 2022), актриса театра и кино, писательница, заслуженная артистка РСФСР.
- 1929 — Владимир Минин, хоровой дирижёр, хормейстер, педагог, народный артист СССР.
- 1932 — Искра Бабич (ум. 2001), советский и российский кинорежиссёр и сценарист.
- 1934 — Леонид Кравчук (ум. 2022), советский и украинский партийный, государственный и политический деятель, первый президент Украины (1991—1994).
- 1935 — Нинель Шахова (ум. 2005), советская тележурналистка.
- 1936 — Роберт Вудро Вильсон, американский астроном и физик, лауреат Нобелевской премии (1978).
- 1938
  - Дональд Эрвин Кнут, американский учёный, «отец» современного программирования, создатель TEX.
  - Йозеф Куделка, чешско-французский фотограф-документалист.
  - Фрэнк Маховлич, канадский хоккеист, 6-кратный обладатель Кубка Стэнли, сенатор.
- 1940 — Джон Гриндер, американский лингвист и писатель. Совместно с Ричардом Бэндлером создал нейролингвистическое программирование (НЛП).
- 1942
  - Анатолий Корнуков (ум. 2014), главнокомандующий ВВС России (1998—2002), генерал армии.
  - Уолтер Хилл, американский кинорежиссёр и сценарист, лауреат премий «Эмми» и др. наград.
- 1944
  - Валентин Ковалёв, бывший министр юстиции России, участник «кассетного скандала».
  - Фрэнк Синатра-мл. (ум. 2016), американский певец и актёр.
- 1945
  - сэр Род Стюарт, британский певец и автор песен.
  - Валентина Теличкина, советская и российская актриса кино и телевидения, художница, народная артистка РФ.
- 1947 — Тийт Вяхи, эстонский государственный деятель и бизнесмен, премьер-министр страны (1992, 1995—1997).
- 1948 — Бернар Тевене, французский велогонщик, двукратный победитель «Тур де Франс».
- 1949
  - Линда Лавлейс (наст. имя Линда Сьюзан Борман; погибла в 2002), американская порноактриса.
  - Джордж Форман (ум. 2025), американский боксёр-профессионал, выступавший в 1969—1977 и 1987—1997 годах. Олимпийский чемпион 1968 года. Абсолютный чемпион мира (1973—1974). Чемпион мира по версиям WBC (1973—1974), WBA (1973—1974; 1994—1995), IBF (1994—1995).
- 1955 — Хорен Оганесян, советский и армянский футболист, тренер, бронзовый призёр Олимпийских игр (1980).
- 1963 — Кира Иванова (убита в 2001), советская фигуристка, призёр Олимпийских игр и чемпионата мира в одиночном катании.
- 1970 — Манфред Курцер, немецкий стрелок из винтовки, олимпийский чемпион (2004).
- 1973 — Феликс Тринидад, пуэрториканский боксёр-профессионал, экс-чемпион мира.
- 1979 — Франческа Пиччинини, итальянская волейболистка, чемпионка мира и Европы.
- 1981 — Алан Бадоев, украинский кинорежиссёр, клипмейкер, телеведущий, продюсер.
- 1984 — Ариане Фридрих, немецкая прыгунья в высоту, двукратная чемпионка Европы (2009).
- 1987 — Сезар Сьело, бразильский пловец, олимпийский чемпион (2008), многократный чемпион мира.
- 1991 — Гонсало Перес де Варгас, испанский гандболист, вратарь, двукратный чемпион Европы.
- 1994 — Фейт Кипьегон, кенийская бегунья, двукратная олимпийская чемпионка на дистанции 1500 м (2016 и 2020).

## Скончались
См. также: Категория:Умершие 10 января

### До XIX века
- 1617 — Йоханнес Фабрициус (р. 1587), саксонский астроном.
- 1645 — Уильям Лод (р. 1573), архиепископ Кентерберийский, религиозный реформатор.
- 1778 — Карл Линней (р. 1707), шведский естествоиспытатель, создатель классификации растительного и животного мира, первый президент Шведской АН.

### XIX век
- 1824 — Виктор Эммануил I (р. 1759), король Сардинского королевства и герцог Савойский (1802—1821).
- 1862 — Сэмюэл Кольт (р. 1814), американский конструктор и промышленник, основатель фирмы стрелкового оружия.
- 1866 — Пётр Плетнёв (р. 1792), русский поэт, издатель, редактор журнала «Современник».
- 1879 — Анте Кузманич (р. 1807), хорватский писатель, врач, общественный деятель.
- 1883 — Ростислав Фадеев (р. 1824), российский военный историк, публицист, генерал-майор, сторонник панславизма.
- 1885
  - Карл Зонклар (р. 1816), австрийский географ.
  - граф Алексей Уваров (р. 1825), русский археолог, почётный член Петербургской Академии наук.
- 1891 — Лаза Лазаревич (р. 1851), сербский писатель.
- 1898 — Иван Делянов (р. 1818), министр народного просвещения Российской империи (1882—1897).

### XX век
- 1904
  - Митрофан Беляев (р. 1836), русский лесопромышленник, музыкальный деятель, меценат.
  - Жан Леон Жером (р. 1824), французский живописец и скульптор.
- 1919 — Антоний Вивульский (р. 1877), виленский архитектор и скульптор.
- 1933 — Сергей Платонов (р. 1860), русский историк.
- 1944
  - Константин Миньяр-Белоручев (р. 1874), виолончелист, композитор, заслуженный деятель искусств Грузинской ССР.
  - расстреляна Зина Портнова (р. 1926), советская партизанка, подпольщица, Герой Советского Союза.
- 1948 — Пётр Рыбкин (р. 1864), русский радиотехник, ассистент А. С. Попова, непосредственный исполнитель его идей.
- 1949 — Эрих фон Дригальский (р. 1865), немецкий геофизик и полярный исследователь.
- 1951 — Синклер Льюис (р. 1885), писатель, первый в США лауреат Нобелевской премии по литературе (1930).
- 1957 — Габриела Мистраль (р. 1889), чилийская поэтесса, лауреат Нобелевской премии (1945).
- 1961 — Дэшиэл Хэммет (р. 1894), американский писатель, автор детективов.
- 1970 — Павел Беляев (р. 1925), советский космонавт, Герой Советского Союза.
- 1971 — Габриель «Коко» Шанель (р. 1883), французский кутюрье, законодательница моды.
- 1976 — Хаулин Вулф (р. 1910), американский блюзовый певец.
- 1980
  - Джордж Мини (р. 1894), американский профсоюзный деятель, антикоммунист.
  - Борис Равенских (р. 1914), театральный режиссёр, педагог, народный артист СССР.
- 1986 — Ярослав Сейферт (р. 1901), чешский поэт, писатель и журналист, лауреат Нобелевской премии (1984).
- 1989 — Валентин Глушко (р. 1908), советский учёный в области ракетно-космической техники.
- 1994 — Роман Ткачук (р. 1932), советский и российский актёр («Кабачок 13 стульев», «Бумбараш», «Собачье сердце» и др.).
- 1997 — Александр Тодд (р. 1907), английский химик, лауреат Нобелевской премии (1957).

### XXI век
- 2003 — Вольфганг Казак (р. 1927), немецкий славист, литературовед, переводчик.
- 2005 — Жозефина Шарлотта Бельгийская (р. 1927), супруга Великого герцога Люксембургского Жана.
- 2007 — Карло Понти (р. 1912), итальянский кинопродюсер.
- 2008 — Сергей Чекменёв (р. 1922), советский и российский историк.
- 2012 — Геворк Вартанян (р. 1924), офицер-разведчик, Герой Советского Союза.
- 2016
  - Дэвид Боуи (р. 1947), британский рок-певец, автор песен.
  - Владимир Прибыловский (р. 1956), советский диссидент и российский политолог, историк, правозащитник, журналист.
- 2018 — Михаил Державин (р. 1936), актёр театра и кино, народный артист РСФСР.
- 2020 — Константин Бромберг (р. 1939), советский кинорежиссёр, автор детских и музыкальных фильмов.
- 2021 — Джули Стрэйн (р. 1962), американская актриса и фотомодель.
- 2023
  - Джефф Бек (р. 1944), британский гитарист-виртуоз, композитор, 7-кратный обладатель премии «Грэмми».
  - Константин II (р. 1940), последний король Греции (1964—1974).
- 2024
  - Марат Баглай (р. 1931), советский и российский юрист, бывший председатель Конституционного суда РФ.
  - Терри Биссон (р. 1942), американский писатель, работавший в жанрах научной фантастики и фэнтези.
- 2025 — Евгения Добровольская (р. 1964) — советская и российская актриса, народная артистка Российской Федерации (2005).